# Empis albens
Empis albens är en tvåvingeart som först beskrevs av Christian Rudolph Wilhelm Wiedemann 1818.  Empis albens ingår i släktet Empis och familjen puckeldansflugor. Inga underarter finns listade i Catalogue of Life.